# Rudi Assauer
Rudolf Assauer, detto Rudi (Sulzbach/ Saar, 30 aprile 1944 – Herten, 6 febbraio 2019), è stato un dirigente sportivo, allenatore di calcio e calciatore tedesco, di ruolo difensore.

## Palmarès

### Giocatore

#### Competizioni nazionali
- Coppa di Germania: 1

Borussia Dortmund: 1964-1965

#### Competizioni internazionali
- Coppa delle Coppe: 1

Borussia Dortmund: 1965-1966